# Peter Falk
Peter Michael Falk (Nova Iorque, 16 de setembro de 1927 — Beverly Hills, 23 de junho de 2011) foi um ator norte-americano. Tornou-se amplamente conhecido por seu papel na série policial de TV Columbo, um sucesso mundial na década de 1970. Na série, ele interpretava o detetive Columbo, um tenente da Polícia de Los Angeles que, em cada episódio, desvendava e resolvia mistérios relacionados a assassinatos.

## Biografia
Nascido em Nova Iorque, Falk era filho de Michael Peter Falk, dono de uma loja de roupas e produtos secos, e sua esposa, Madeline (nascida Hockhauser), uma contadora e gerente de compras. Sua família era judia, seu pai de ascendência russa e sua mãe de ascendência polonesa, com raízes húngaras e tchecas. Perdeu o olho direito aos três anos por causa de um retinoblastoma, substituindo o órgão por um olho de vidro. Apesar disso, Falk participou de esportes coletivos, principalmente beisebol e basquete, quando garoto. 
Ele estudou na Ossining High School, no Condado de Westchester, Nova Iorque, onde era atleta e presidente de sua classe sênior. Depois de terminar o colegial em 1945, participou brevemente do Hamilton College, em Clinton, Nova Iorque, e depois tentou unir-se às Forças Armadas já que a Segunda Guerra Mundial estava chegando ao fim. Rejeitado por causa de seu olho de vidro, ele se juntou à Marinha Mercante dos Estados Unidos, e serviu como cozinheiro e copeiro. "Lá eles não se importam se você é cego ou não", disse Falk, em 1997. "O único em um navio que tem que enxergar é o capitão. E no caso do Titanic, ele não conseguia ver muito bem, também". Falk lembra desse período em sua autobiografia:
"Um ano no mar foi suficiente para mim, então voltei para a faculdade. Eu não fiquei muito tempo. Muito chato. O que fazer depois? Eu me inscrevi para ir a Israel lutar na guerra contra o Egito. (…) Eu só queria mais emoção (…) No entanto, a guerra, para espanto de todos, acabou num piscar de olhos".
Depois de um ano e meio na Marinha Mercante, Falk voltou a Hamilton College e também estudou na Universidade de Wisconsin. Ele se transferiu para a New School for Social Research (Nova Escola para Pesquisa Social), em Nova Iorque, que lhe concedeu um diploma de bacharel em literatura e ciência política em 1951. Ele, então, viajou pela Europa e trabalhou em uma estrada de ferro na Iugoslávia durante seis meses. Retornou a Nova Iorque, matriculando-se na Universidade de Syracuse, mas lembrou-se nas memórias de 2006, Just One More Thing (Só Mais Uma Coisa), que não sabia o que queria fazer com sua vida por anos depois de deixar o ensino médio.
Falk obteve o mestrado em Administração Pública pela Escola Maxwell da Universidade de Syracuse, em 1953. O programa foi projetado para capacitar funcionários para o governo federal, uma carreira pela qual Falk, segundo suas memórias, afirmava não ter 'nenhum interesse nem aptidão'. Ele se candidatou a uma vaga na CIA, mas foi rejeitado por ter sido filiado à União Internacional Litorânea e de Armazém enquanto servia na Marinha Mercante. Falk, então, tornou-se analista de gestão na Secretaria de Orçamento do Estado de Connecticut, em Hartford. Ele descrevia seu trabalho em Hartford como o de um 'especialista em eficiência'. 'Eu era tão especialista em eficiência que, na minha primeira manhã no emprego, não consegui encontrar o prédio onde deveria entregar um relatório', brincou ele em 1997. "Naturalmente, eu estava atrasado, o que sempre estava naqueles dias, mas, ironicamente, foi a minha tendência para nunca chegar a tempo que me iniciou como um ator profissional".
Em uma entrevista de 1997 à revista Cigar Aficionado com Arthur Marx, Falk disse: "Eu me lembro que uma vez na escola, o árbitro disse que eu estava fora da terceira base, quando eu tinha certeza de que estava salvo. Eu fiquei tão louco que tirei meu olho de vidro, entreguei para ele e disse: 'Tenta isso'. Eu comecei a rir tanto que você nem acreditaria". Falk sofria de Alzheimer e morreu deixando mulher e duas filhas. Foi sepultado no Westwood Village Memorial Park Cemetery, Califórnia no Estados Unidos.

## Carreira
Sua primeira aparição foi com 12 anos em The Pirates of Penzance em Camp High Point, em Nova Iorque, onde um dos conselheiros era Ross Martin (que atuaria com Falk em "A Corrida do Século" e o episódio de Columbo "Suitable for Framing"). Em 1968, ele estrelou com Gene Barry um "piloto" para a TV de 90 minutos, sobre um altamente qualificado e distraído detetive. Columbo tornou-se eventualmente parte de uma série antológica intitulada The NBC Mystery Movie, junto com McCloud e Casal McMillan. A série Columbo estreou oficialmente em 1971, e foi interrompida em 1978, retornando em 1989 com novos episódios até 2003. Ele foi "o detetive ranzinza de televisão favorito de todos", escreve o historiador David Fantle. Descrevendo o seu papel, o colunista da Variety Howard Prouty escreveu: "A alegria de tudo isto é assistir Columbo dissimular as matérias de capa extremamente inteligentes dos ratos repugnantes que se consideram os melhores". Columbo foi um detetive inspirado em Sherlock Holmes e influenciador de séries de TV como House e Monk. Peter Falk venceu cinco prêmios Emmy (quatro por Columbo) e em 1962, foi agraciado ao interpretar um caminhoneiro em um episódio de The Dick Powell Show. Ganhou um Globo de Ouro e para o Oscar foi indicado por duas vezes: Murder, Inc. (1960) de Burt Balaban e Stuart Rosemberg e por Dama por um dia (1961) de Frank Capra. Peter Falk estreou na Broadway em 1956, obtendo o sucesso necessário que o levou a Hollywood. A deficiência física chamava muita atenção no cinema, restando-lhe sempre papéis menores, como em Deu a louca no mundo (1963) de Stanley Kramer e A corrida do século (1965) de Edward Blake; algumas vezes fez papéis como gângster. Para a série Columbo, Bing Crosby era o preferido da NBC para o papel, mas o veterano ator e cantor recusou o teste para não faltar num jogo de golfe. Entre os seus trabalhos mais importantes estão filmes do diretor e amigo John Cassavetes: Os maridos (1970) e Uma mulher sob influência (1974). Em 1987 atuou como uma versão fictícia de si mesmo em Asas do Desejo, de Wim Wenders. Foi indicado duas vezes ao Oscar de melhor ator coadjuvante em 1962 e 1963, pelos filmes Murder, Inc. e Pocketful of Miracles respectivamente.

## Citação
| “ | Perguntaram-me milhares de vezes sobre o quanto de Columbo há em mim e vice-versa. Eu dizia que era tão desajeitado quanto Columbo, mas não tão esperto. Mas isso era uma resposta padrão. Na verdade, ninguém é como Columbo. | ” |
|   | — Peter Falk em Just One More Thing, seu livro de memórias. |   |

## Filmografia

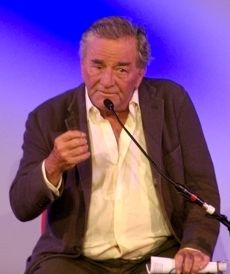
Falk em 2007

| Cinema    | Cinema                                    | Cinema                   | Cinema                                             |
| Ano       | Filme                                     | Papel                    | Observação                                         |
| --------- | ----------------------------------------- | ------------------------ | -------------------------------------------------- |
| 1959      | The Bloody Brood                          | Nico                     |                                                    |
| 1960      | Murder Inc.                               | Abe Reles                | Indicado para o Oscar de "Melhor Ator Coadjuvante" |
| 1960      | The Secret of the Purple Reef             | Tom Weber                |                                                    |
| 1961      | Pocketful of Miracles                     | Joy Boy                  | Indicado para o Oscar de "Melhor Ator Coadjuvante" |
| 1962      | Pressure Point                            | Psiquiatra iniciante     |                                                    |
| 1963      | The Balcony                               | Chefe de polícia         |                                                    |
| 1963      | It's a Mad, Mad, Mad, Mad World           | taxista                  |                                                    |
| 1964      | Robin and the 7 Hoods                     | Guy Gisborne             |                                                    |
| 1964      | Attack and Retreat (Italiani Brava Gente) | Medic                    | Produção italiana                                  |
| 1965      | The Great Race                            | Max                      |                                                    |
| 1966      | Penelope                                  | Tenente Horatio Bixbee   |                                                    |
| 1966      | Too Many Thieves                          | Danny                    |                                                    |
| 1967      | Luv                                       | Milt Manville            |                                                    |
| 1968      | Anzio                                     | Cabo Jack Rabinoff       |                                                    |
| 1969      | Machine Gun McCain                        | Charlie Adamo            |                                                    |
| 1969      | Castle Keep                               | Sargento Rossi           |                                                    |
| 1970      | Husbands                                  | Archie Black             |                                                    |
| 1974      | A Woman Under the Influence               | Nick Longhetti           |                                                    |
| 1976      | Murder by Death                           | Sam Diamond              |                                                    |
| 1976      | Mikey and Nicky                           | Mikey                    |                                                    |
| 1978      | The Cheap Detective                       | Lou Peckinpaugh          |                                                    |
| 1978      | The Brink's Job                           | Tony Pino                |                                                    |
| 1979      | The In-Laws                               | Vincent J. Ricardo       |                                                    |
| 1981      | …All the Marbles                          | Harry Sears              |                                                    |
| 1987      | The Princess Bride                        | Avô/Narrador             |                                                    |
| 1987      | Happy New Year                            | Nick                     | Dirigido por John G. Avildsen                      |
| 1987      | Der Himmel über Berlin                    | Ele próprio              | Dirigido por Wim Wenders                           |
| 1988      | Vibes                                     | Harry Buscafusco         |                                                    |
| 1989      | Cookie                                    | Dominick "Dino" Capisco  |                                                    |
| 1990      | Tune in Tomorrow                          | Pedro Carmichael         |                                                    |
| 1993      | Faraway, So Close!                        | Ele próprio              | Dirigido por Wim Wenders                           |
| 1995      | Roommates                                 | Rocky Holzcek            |                                                    |
| 1998      | Money Kings                               | Vinnie Glynn             |                                                    |
| 2001      | Made                                      | Max                      |                                                    |
| 2001      | Corky Romano                              | Francis A. "Pops" Romano |                                                    |
| 2002      | Undisputed                                | Mendy Ripstein           |                                                    |
| 2004      | Shark Tale                                | Don Feinberg             | Voz                                                |
| 2005      | The Thing About My Folks                  | Sam Kleinman             |                                                    |
| 2005      | Checking Out                              | Morris Applebaum         |                                                    |
| 2007      | Next                                      | Irv                      |                                                    |
| 2008      | American Cowslip                          | Padre Randolph           |                                                    |
| Televisão |                                           |                          |                                                    |
| Ano       | Programa                                  | Papel                    | Observação                                         |
| 1958      | Kraft Suspense Theatre                    | Izzy                     | 1 episódio                                         |
| 1959      | Decoy                                     | Fred Dana                | 1 episódio                                         |
| 1960      | Have Gun Will Travel                      | Waller                   | 1 episódio                                         |
| 1960      | The Untouchables                          | Duke Mullen              | 1 episódio, "The Underworld Bank"                  |
| 1961      | The Twilight Zone                         | Ramos Clemente           | 1 episódio, "The Mirror"                           |
| 1961      | The Barbara Stanwyck Show                 | Joe                      | 1 episódio, "The Assassin"                         |
| 1962      | The New Breed                             | Lopez                    | 1 episódio                                         |
| 1963      | Wagon Train                               | Gus Morgan               | 1 episódio                                         |
| 1964      | Ben Casey                                 | Dr. Jimmy Reynolds       | 2 episódios                                        |
| 1965–1966 | The Trials of O'Brien                     | Daniel O'Brien           | 22 episódios                                       |
| 1968      | A Hatful of Rain                          | Polo Pope                | 1 episódio                                         |
| 1968–2003 | Columbo                                   | Tenente Columbo          | 69 episódios                                       |
| 1971      | The Name of the Game                      | Lewis Corbett            | 1 episódio                                         |
| 1978      | Dean Martin Celebrity Roast               | Convidado especial       | com Frank Sinatra                                  |
| 1995      | The Sunshine Boys                         | Willie Clark             | Filme televisivo                                   |
| 2001      | The Lost World                            | Reverend Theo Kerr       | Filme televisivo                                   |
| 2001      | A Town Without Christmas                  | Max                      | Filme televisivo                                   |
| 2003      | Finding John Christmas                    | Max                      | Filme televisivo                                   |
| 2004      | When Angels Come To Town                  | Max                      | Filme televisivo                                   |